# چیمو

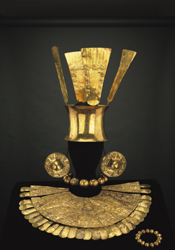
دکوراسیون طلا به سبک چیمو مربوط به حدود ۱۳۰۰ میلادی که در حوالی لیما مرکز کشور پرو کشف گردید.

چیمو نام فرهنگی قدیمی و پیشاکلمبی در کشور پرو است که توسط سرخپوستان بومی این کشور در زمانی حدود ۹۰۰ میلادی پدید آمد و اندکی پیش از کشف قاره آمریکا توسط کریستف کلمب منحل شده و به جامعه بزرگ‌تر فرهنگی اینکاها پیوست. اقوام چیمو نوادگان اقوام موچه بشمار می‌روند. در این فرهنگ آثار نساجی و سفالگری مورد توجه بوده‌است.